# Jõhvi FC Phoenix
Jõhvi FC Phoenix – estoński klub piłkarski, mający siedzibę w Jõhvi, w prowincji Ida Viru w północno-wschodniej części kraju.

## Historia
Chronologia nazw:
- 1999: Jõhvi JK Orbiit
- 2011: Jõhvi FC Lokomotiv
- 2018: Jõhvi FC Phoenix

Klub został założony 2 czerwca 1999 roku jako Jõhvi JK Orbiit. W debiutowym sezonie 1999 klub zwyciężył w IV lidze. W latach 2000–2005 zespół występował w III lidze, a potem w drugiej lidze. W 2009 zdobył mistrzostwo i awansował do pierwszej ligi, jednak nie utrzymał się i w 2010 spadł ponownie do II ligi. Po zakończeniu sezonu 2011 zmienił nazwę na Jõhvi FC Lokomotiv. W 2012 zajął 1. miejsce i powrócił do pierwszej ligi. W sezonie 2013 uplasował się na 2. miejscu i po raz pierwszy zdobył awans do najwyższej ligi Mistrzostw Estonii. W styczniu 2018 przyjął nazwę Jõhvi FC Phoenix.

## Sukcesy

### Trofea międzynarodowe
Nie uczestniczył w rozgrywkach europejskich (stan na 01-03-2014).

### Trofea krajowe
| \| \| Zdobyte trofea w rozgrywkach Estonii (stan na: 21-03-2014) \| |                                                            |      |          |
| Rozgrywki                                                           | Osiągnięcie                                                | Razy | Sezon(y) |
| Mistrzostwo                                                         | I miejsce                                                  | 0    |          |
| Mistrzostwo                                                         | II miejsce                                                 | 0    |          |
| Mistrzostwo                                                         | III miejsce                                                | 0    |          |
| Mistrzostwo                                                         | ? miejsce                                                  | 1    | 2014     |
| Puchar                                                              | zdobywca                                                   | 0    |          |
| Puchar                                                              | finalista                                                  | 0    |          |
| Puchar                                                              | ćwierćfinalista                                            | 1    | 2014     |
| II liga                                                             | I miejsce                                                  | 0    |          |
| II liga                                                             | II miejsce                                                 | 1    | 2013     |
| II liga                                                             | III miejsce                                                | 0    |          |
| Estonia                                                             | Zdobyte trofea w rozgrywkach Estonii (stan na: 21-03-2014) |      |          |

- mistrz II ligi: 2009, 2012

## Stadion
Klub rozgrywa swoje mecze domowe na stadionie Jõhvi linnastaadion w mieście Jõhvi, który może pomieścić 500 widzów.